# Tomasz Kwiatkowski (astronom)
Tomasz Kwiatkowski (ur. 1965) – polski astronom, doktor habilitowany nauk fizycznych. Specjalizuje się w astrofizyce. Nauczyciel akademicki Uniwersytetu im. Adama Mickiewicza w Poznaniu.

## Życiorys
W 1984 roku ukończył I Liceum Ogólnokształcące im. Cypriana Kamila Norwida w Bydgoszczy. Studia z fizyki o specjalności astrometria ukończył w 1989 na poznańskim UAM. Doktoryzował się na Uniwersytecie Mikołaja Kopernika w Toruniu w 1994 na podstawie pracy pt. Modelowanie własności fizycznych małych planet w oparciu o ich krzywe jasności (promotorem był prof. Andrzej Woszczyk). Habilitował się (także na UMK) w 2010 na podstawie oceny dorobku naukowego i rozprawy pt. Fotometryczny przegląd bardzo małych planetoid bliskich Ziemi.
Na poznańskim Wydziale Fizyki UAM pracuje jako adiunkt w Obserwatorium Astronomicznym. Prowadzi zajęcia m.in. z astrofizyki, fotometrii oraz metod komputerowych w astronomii. Zajmuje się badaniem planetoid oraz gwiazd zaćmieniowych. 
Swoje prace publikował m.in. w „Astronomy and Astrophysics” oraz „Monthly Notices of the Royal Astronomical Society”. Jest członkiem Międzynarodowej Unii Astronomicznej.
Nazwiskiem Kwiatkowskiego nazwano planetoidę (7789) Kwiatkowski.